# 9409 Kanpuzan
A 9409 Kanpuzan (ideiglenes jelöléssel 1995 BG1) a Naprendszer kisbolygóövében található aszteroida. Tsutomu Seki fedezte fel 1995. január 25-én.